# RBC Bank Women's Challenger 2012
L'RBC Bank Women's Challenger 2012 è stato un torneo di tennis facente parte della categoria ITF Women's Circuit nell'ambito dell'ITF Women's Circuit 2012. Il torneo si è giocato a Raleigh (Carolina del Nord) negli Stati Uniti dal 7 al 13 maggio 2012 su campi in terra verde e aveva un montepremi di $25 000.

## Vincitori

### Singolare
Grace Min ha battuto in finale  Tamaryn Hendler con il punteggio di 3–6, 6–2, 6–3

### Doppio
Gabriela Dabrowski /  Marie-Ève Pelletier hanno battuto in finale  Alexandra Mueller /  Asia Muhammad con il punteggio di 6–4, 4–6, [10–5]